# 巨海蝠魚
巨海蝠魚（学名：Malthopsis gigas），又名棘茄魚，为輻鰭魚綱鮟鱇目棘茄魚亞目棘茄魚科海蝠魚屬下的一个种，為深海底棲性魚類，分布於印度太平洋區，從東非、馬達加斯加至法屬波里尼西亞，北起日本，南迄紐西蘭海域，棲息深度210-540公尺，體長可達13.6公分，棲息在沙泥底質水域，以底棲性無脊椎動物等為食，生活習性不明。

## 扩展阅读
- Fishbase